# Telugština
Telugština (తెలుగు, telugu), česky též telužština, je drávidský jazyk používaný v indických svazových státech Ándhrapradéši a Telangáně, kde je úředním jazykem. Počet mluvčích se odhaduje na 96 miliónů, což činí z telugštiny (vedle tamilštiny s cca 87 miliony mluvčích) nejpoužívanější ze všech drávidských jazyků, třetí (po hindštině a bengálštině) nejpoužívanější jazyk Indie a 14. nejpoužívanější jazyk světa podle počtu rodilých mluvčích. Uvádí se, že telugština byla nejvíce ze všech drávidských jazyků vystavena vlivu (indoevropského) sanskrtu, což také odpovídá její zeměpisné poloze, protože se nachází na severu drávidského jazykového areálu.
Drávidské jazyky jsou aglutinační, to znamená, že ke slovnímu kmeni lze připojit celý řetězec přípon, z nichž každá má svou funkci (vedle čísla a pádu to mohou být i různá určení místa a času, v jiných jazycích vyjadřovaná předložkami).

## Abeceda a výslovnost
Telugština používá své vlastní písmo, které se jako většina indických písem vyvinulo z písma bráhmí a sdílí proto s ostatními indickými písmy základní vlastnosti. Znaky pro souhlásky automaticky obsahují samohlásku a. Diakritickými znaménky lze tuto samohlásku nahradit jinou, případně vyznačit, že jde o samotnou souhlásku bez samohlásky. Telugské písmo je velmi podobné písmu kannadskému a až na několik výjimek jsou obě písma navzájem čitelná. Na rozdíl od tamilského písma si telugské písmo uchovává zvláštní znaky pro aspirované hlásky, které drávidské jazyky původně neodlišovaly, ale objevují se ve výpůjčkách ze sanskrtu.

## Gramatika

### Podstatná jména
Podobně jako jiné aglutinační jazyky telugština disponuje bohatým systémem více než dvaceti pádů, které lze v řadě případů chápat jako předložky připojené ke slovu ve formě přípon. V následující tabulce jsou pádové koncovky předvedeny na příkladu osobního jména Ráma:
| nominativ (základní tvar slova, podmět věty) | రాముడు      | rāmuḍu            | Ráma                        |
| akuzativ (předmětný pád)                     | రాముని      | rāmuni            | Rámu                        |
| dativ (též předložka „k“, „do“)              | రామునకు     | rāmunaku          | (k) Rámovi                  |
| instrumentál                                 | రామునిచే     | rāmuničē          | Rámou                       |
| komitativ, předložka „s“                     | రామునితో     | rāmunitō          | s Rámou                     |
| předložka „pro“                              | రామునికి     | rāmuniki          | pro Rámu                    |
| benefaktiv, předložka „pro“                  | రామునికోసం    | rāmunikōsam       | pro Rámu                    |
| genitiv, přivlastňovací pád                  | రామునియొక్క   | rāmunijokka       | Rámy, Rámův                 |
| předložka „o“                                | రామునిగుఱించి   | rāmuniguṛinči     | o Rámovi                    |
| spojka „než“                                 | రామునికంటె    | rāmunikanṭe       | než Ráma                    |
| kauzál, předložka „kvůli“                    | రామునివలన   | rāmunivalana      | kvůli Rámovi                |
|                                              |          |                   |                             |
| lokativ, předložka „v“, „u“, „na“            | రామునిదగ్గర  | rāmunidaggara     | u Rámy, na Rámovi, v Rámovi |
| adesiv, předložka „u“, „vedle“, „blízko“     | రామునిప్రక్క  | rāmuniprakka      | vedle Rámy                  |
| inesiv, předložka „v“                        | రామునిలో     | rāmunilō          | v Rámovi                    |
| předložka „vně“                              | రామునిబైఅట   | rāmunibajaṭa      | vně Rámy                    |
| superesiv, předložka „na“                    | రామునిపై     | rāmunipaj         | na Rámovi                   |
| předložka „na“                               | రామునిమీద    | rāmunimīda        | na Rámovi                   |
| předložka „pod“                              | రామునిక్రింద   | rāmunikrinda      | pod Rámou                   |
| ablativ, předložka „od“, „z“                 | రామునినుండి    | rāmuninunḍi       | od Rámy                     |
| delativ, předložka „od“, „z“                 | రాముడినుంచి    | rāmuninunči       | od Rámy                     |
| alativ, předložka „směrem k, do“             | రామునివైపు    | rāmunivajpu       | směrem k Rámovi             |
| egresiv, předložka „počínaje“                | రామునినించి    | rāmunininči       | počínaje Rámou              |
| terminativ, označuje konec pohybu nebo času  | రామునివరకు   | rāmunivaraku      | až u Rámy                   |
| předložka „před“                             | రామునిముందు    | rāmunimundu       | před Rámou                  |
| předložka „za“                               | రామునివెనుక   | rāmunivenuka      | za Rámou                    |
| předložka „po“                               | రామునితరువాత  | rāmunitaruvāta    | po Rámovi                   |
| předložka „kolem“                            | రామునిచుట్టు   | rāmuničuṭṭu       | kolem Rámy                  |
| předložka „skrz“                             | రామునిద్వారా   | rāmunidvārā       | skrz Rámu                   |
| předložka „spolu s“, „podél“                 | రామునివెంట    | rāmunivenṭa       | souběžně s Rámou            |
|                                              |          |                   |                             |
| sublativ, předložky „na“+„k“                 | రామునిపైకి    | rāmunipajki       | na Rámu                     |
| ilativ, předložka „do“ („v“+„k“)             | రామునిలోనికి   | rāmunilōniki      | do Rámy                     |
| předložka „z“ („v“+„od“)                     | రామునిలోనించి   | rāmunilōninči     | z Rámy                      |
| předložky „mezi/střed“+„v“+„od“              | వాటిమధ్యలోనించి | vāṭimadhjalōninči | zprostřed nich              |

### Zájmena
Telugština rozlišuje inkluzivní a exkluzivní variantu zájmena my (já+ty(+oni) vs. já+oni (bez tebe)). Osobní zájmena ve 2. a 3. osobě navíc rozlišují obyčejný a zdvořilostní tvar. (Nejde jen o obdobu českého vykání - i o 3. osobě lze mluvit s úctou a použít zdvořilostní verzi zájmena on.)
|          | Jednotné číslo | Množné číslo          |
| 1. osoba | నేను nēnu já     | మనము manamu my (já+ty) |
|          |                | మేము mēmu my (já+on)    |
| 2. osoba | నీవు nīvu ty     | మీరు mīru vy            |
| 3. osoba | తాను tānu on/ona | తాము tāmu oni/ony       |

### Číslovky
| Číslice | Číslice | Slovy | Transliterace |
| 1       | ౧       | ఒకటి   | okaṭi         |
| 2       | ౨       | రెండు    | reñḍu         |
| 3       | ౩       | మూడు    | mūḍu          |
| 4       | ౪       | నాలుగు   | nālugu        |
| 5       | ౫       | అయిదు   | ajidu / ajdu  |
| 6       | ౬       | ఆఱు    | āŕu           |
| 7       | ౭       | ఏడు    | ēḍu           |
| 8       | ౮       | ఎనిమిది  | enimidi       |
| 9       | ౯       | తొమ్మిది  | tom'midi      |
| 10      | ౧౦      | పది    | padi          |

## Vzorový text

### Otče náš (modlitba Páně)
| పరలోకమందున్న మా తండ్రీ, నీ నామము పరిశుద్ధపరచబడునుగాక, నీ రాజ్యము వచ్చునుగాక, నీ చిత్తము పరలోకమందు నెరవేరుచున్నట్లు భూమియందును నెరవేరును గాక, మా అనుదినాహారము నేడు మాకు దయచేయుము. మా యెడల అపరాధములు చేసినవారిని మేము క్షమించియున్న ప్రకారము మా అపరాధములు క్షమించుము. మమ్మును శోధనలోకి తేక కీడు నుండి మమ్మును తప్పించుము. రాజ్యము, శక్తియు, మహిమయు నిరంతరము నీవైయున్నవి. | Paralōkanlō unna mā taṇḍrī, nī pēru sadā pavitra paracabaḍālani. Nī rājyaṁ rāvālanī, paralōkanlō nī cittaṁ neravērunaṭlē ī lōkanlō kūḍā neravērālani mēmu prārthistunnāmu. Prati rōju māku kāvalasina āharaṁ māku daya cēyumu. Itarulu mā paṭla cēsina pāpālanu mēmu kṣamiñcinarīti, mēmu cēsina pāpālanu kūḍā kṣamiñcumu. Mēmu śōdhanaku guri'ayyēlā cēyavaddu. Paigā mam'mulanu duṣṭuni nuṇḍi kāpāḍumu. |

### Všeobecná deklarace lidských práv
| telugsky | ప్రతిపత్తిస్వత్వముల విషయమున మానవులెల్లరును జన్మతః స్వతంత్రులును సమానులును నగుదురు. వారు వివేచన-అంతఃకరణ సంపన్నులగుటచే పరస్పరము భ్రాతృభావముతో వర్తింపవలయును.                                       |
| česky    | Všichni lidé se rodí svobodní a sobě rovní co do důstojnosti a práv. Jsou nadáni rozumem a svědomím a mají spolu jednat v duchu bratrství. |